# Моја маћеха је ванземаљац
Моја маћеха је ванземаљац (енгл. My Stepmother Is an Alien) амерички је филм из 1988. у режији Ричарда Бенџамина. Главне улоге тумаче Ден Акројд, Ким Бејсингер и Џон Ловиц. Филм прати причу о Селест, ванземаљци која је послата на тајну мисију на Земљу, након што је гравитацију њене матичне планете грешком пореметио научник Стивен Милс, удовац који своју ћерку Џеси одгаја као самохрани отац.

## Радња
Селест, сексипилна ванземаљка има специјалну мисију. Она мора да заведе астрофизичара Стивена Милса коме је недавно преминула супруга. Његова истраживања су кључна за спас њене родне планете. Обучена веома заводљиво, Селест импресионира земљане, нарочито Милсовог брата плејбоја.

## Улоге
| Глумац         | Улога         |
| -------------- | ------------- |
| Ден Акројд     | Стивен Милс   |
| Ким Бејсингер  | Селест Мартин |
| Џон Ловиц      | Рон Милс      |
| Алисон Ханиган | Џеси Милс     |
| Џозеф Мар      | Лукад Бадлонг |
| Сет Грин       | Фред Глас     |
| Ен Прентис     | Баг           |
| Весли Мен      | Грејди        |
| Тони Џеј       | шеф Савета    |
| Питер Бромилоу | заменик       |
| Хари Ширер     | Карл Сејган   |
| Џулијет Луис   | Лекси         |